# Mamane Oumarou
Mamane Oumarou (ur. 1945 w Diffie) – nigerski polityk, urzędnik i dyplomata, premier Nigru w roku 1983 i ponownie w latach 1988–1989.
Etnicznie należy do grupy Kanuri. Ukończył studia w École Nationale d'Administration w Niamey, następnie od 1967 do 1972 pracował w lokalnej administracji miasta Zinder. W 1974 został zastępcą prefekta w departamencie Zinder, w 1975 objął analogiczną funkcję w departamencie Mirriah. Od 1976 do 1981 był burmistrzem Maradi, następnie został ministrem sportu, młodzieży i kultury.
W styczniu 1983 został powołany na nowo utworzone stanowisko premiera, w listopadzie przeszedł na fotel szefa Narodowej Rady Rozwoju, którą kierował do 1987. Po śmierci prezydenta Seyni Kountché został następnie ambasadorem w Kanadzie, jednak już rok później powrócił do kraju, by ponownie objąć stanowisko szefa rządu. Został także członkiem Narodowego Biura Wykonawczego. 20 grudnia 1989 jego urząd został jednak zlikwidowany.
Od 1990 do 1996 roku był ambasadorem w Kairze, akredytowanym w Turcji, Sudanie i Egipcie. Następnie przeszedł na placówkę w Ar-Rijad, będąc akredytowanym w Arabii Saudyjskiej, Zjednoczonych Emiratach Arabskich, Bahrajnie, Jemenie, Katarze i Brunei. Od 2008 do 2010 roku pełnił funkcję Mediatora Republiki, podobną do ombudsmana.